# Lethrinus amboinensis
Lethrinus amboinensis és una espècie de peix pertanyent a la família dels letrínids.

## Descripció
- Pot arribar a fer 70 cm de llargària màxima (normalment, en fa 40).
- Cos moderadament allargat, de color groguenc i amb taques fosques disperses.
- El cap és de color marró amb franges clares.
- Els llavis són vermellosos.
- Aletes pèlviques i anal de color blanc o groguenc.
- 10 espines i 9 radis tous a l'aleta dorsal i 3 espines i 8 radis tous a l'anal.
- Es confon fàcilment (sobretot, els exemplars més grossos) amb Lethrinus microdon i Lethrinus olivaceous.[4][5]

## Alimentació
Menja principalment peixos i, en menor grau, mol·luscs, crustacis i eriçons de mar.

## Hàbitat
És un peix marí, associat als esculls i de clima tropical (35°N-20°S).

## Distribució geogràfica
Es troba al Pacífic: des d'Indonèsia i les illes Filipines fins a les illes Marshall, Salomó, les illes Marqueses, el sud del Japó i el nord-oest d'Austràlia. És freqüent als atols d'Enewetak i Bikini.

## Observacions
És inofensiu per als humans i es comercialitza fresc.